# Seacouver
 (juin 2020).
Si vous disposez d'ouvrages ou d'articles de référence ou si vous connaissez des sites web de qualité traitant du thème abordé ici, merci de compléter l'article en donnant les références utiles à sa vérifiabilité et en les liant à la section « Notes et références ».
Seacouver, dans l'État de  Washington, est une ville fictive dans la série Highlander,. La ville de Seacouver apparaît dans les cinq premières saisons, étant connue comme le berceau de Duncan MacLeod et de plusieurs autres Immortels, ainsi que de nombreux guetteurs. Le nom de la ville est un mot-valise pour une ville ressemblant à Seattle - bien que la série ait été filmée à Vancouver, en Colombie-Britannique. Elle est devenue la ville officielle de la série.
La ville de résidence de Duncan a été identifiée comme Seacouver dans l'épisode pilote de la série, dans lequel il possédait une galerie d'antiquités et de sculptures. Il a vendu l'endroit après la mort de Tessa Noël et partagea son temps entre Paris, vivant sur une péniche située sur la Seine et un appartement au-dessus un dojo d'arts martiaux situé à Seacouver.
La ville de Seacouver a été fondée en 1793. Elle a célébré son bicentenaire en 1993, comme en témoigne le premier épisode de la saison "Revenge is Sweet". Fin 1992 (date indiquée sur le CD-ROM des guetteurs et par le dialogue du même épisode), Tessa Noel a sculpté une œuvre d'art pour le prochain anniversaire de la ville pour le compte du comité du bicentenaire de la ville . Le méchant Immortel de l'épisode, Walter Reinhardt, vandalise la sculpture de Tessa.
Seacouver est connue pour être le calque architectural de Seattle, Washington et de Vancouver, Colombie-Britannique, Canada.
Le terme Seacouver est parfois utilisé dans un sens plus générique lors de discussions concernant des séries ou des films censés se dérouler aux États-Unis, mais filmés au Canada.